# Tomatsås

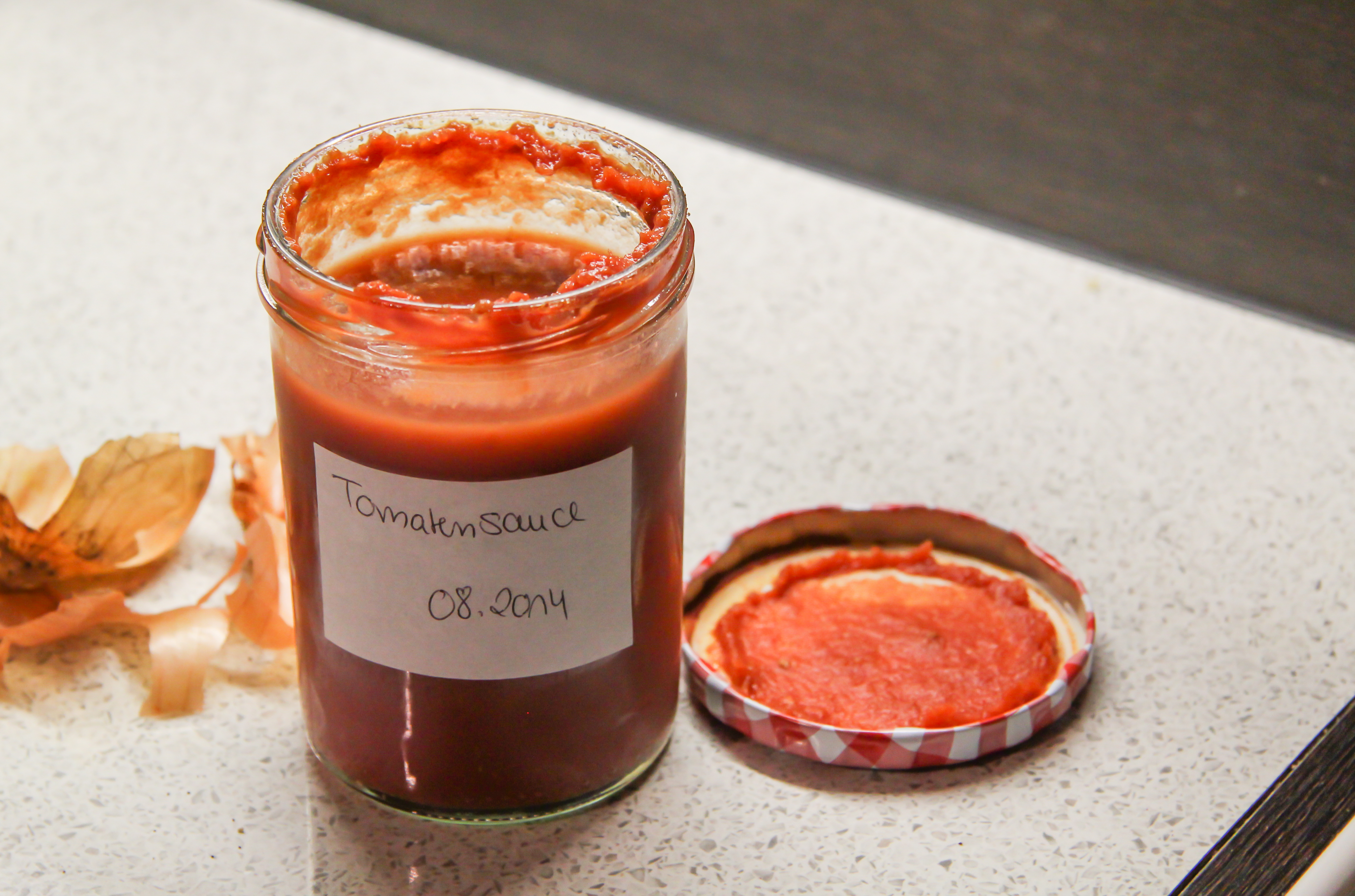
Burk med egengjord tomatsås

Tomatsås är en sås som består av krossade eller hackade tomater. Vanligen kan salt, socker, buljong (om tomaterna inte är mycket mogna) och olika örtkryddor kan tillsättas efter smak. Tomatsås serveras ofta till pasta och grillat eller panerat kött. Det är även en av huvudingredienserna i pizza.
Fransk tomatsås (Sauce tomate) räknas som en av grundsåserna i det franska köket och används således som grund för ytterligare såser av olika slag. Ingredienserna i sauce tomate är gul lök, morötter, rotselleri, persiljestjälkar, fläsksvål, matfett, vetemjöl, ljus buljong, tomatpuré, lagerblad, timjan, vitlök, socker, salt och vitpeppar.

## Varianter
- Köttfärssås (ragù bolognese), innehåller ofta tomatsås
- Tonfisksås, görs allt som oftast också med tomatsås